# Барон Батлер
Титул барона Батлера был создан дважды для членов семьи Батлер, впервые в конце XII века — пэрство Ирландии, и вторично в 1666 году — пэрство Англии.

## Первая креация, конецXII века
- Теобальд Уолтер, 1-й барон Батлер (ум. 1206), сын рыцаря сэра Харви Уолтера и Матильды де Валонье
- Теобальд Батлер, 2-й барон Батлер (1201 — 19 июля 1230), сын предыдущего
- Теобальд Батлер, 3-й барон Батлер (ок. 1224—1248), сын предыдущего
- Теобальд Батлер, 4-й барон Батлер (ок. 1242 — 26 сентября 1282), сын предыдущего
- Теобальд Батлер, 5-й барон Батлер (1269 — 14 мая 1299), старший сын предыдущего
- Эдмунд Батлер, 6-й барон Батлер (ок. 1270 — 13 сентября 1321), второй сын 4-го барона Батлера, граф Каррик с 1315 года.
- Джеймс Батлер, 7-й барон Батлер (ок. 1305 — 6 января 1337), с 1328 года — 1-й граф Ормонд. Старший сын предыдущего.

## Вторая креация
Титул барона Батлера из Мур-парка в графстве Хартфордшир (пэрство Англии) был создан в 1666 году для Томаса Батлера, 6-го графа Оссори (1634—1680), старшего сына Джеймса Батлера, 1-го герцога Ормонда. Еще в 1662 году он получил титул графа Оссори и стал членом ирландской палаты общин. В 1680 году после смерти Томаса Батлера его сын Джеймс (1665—1745) унаследовал титул 2-го барона Батлера, а затем в 1688 году после смерти деда — титул 2-го герцога Ормонда. В 1715 году за участие в Якобитском восстании Джеймс Батлер, 2-й герцог Ормонд, был лишен титулов герцога Ормонда, барона Батлера и лорда Дингуолла.
В 1871 году Френсис Томас де Грей Купер, 7-й граф Купер (1834—1905), дальний потомок Джеймса Батлера, 2-го герцога Ормонда, получил титул 3-го барона Батлера. После смерти в 1905 году бездетного Фрэнсиса Купера титулы графа Купера, барона Батлера и барона Купера прервались.

## Бароны Батлер, вторая креация (1666)
- 1666—1680: Томас Батлер, 6-й граф Oссори, 1-й барон Батлер (8 июля 1634 — 30 июля 1680), старший сын Джеймса Батлера, 1-го герцога Ормонда (1610—1688) и леди Элизабет Престон (1615—1684).
- 1680—1715: Джеймс Батлер, 2-й герцог Ормонд, 2-й барон Батлер (29 апреля 1665 — 16 ноября 1745), старший сын предыдущего и Эмилии Батлер (1635—1688), внук Джеймса Батлера, 1-го герцога Ормонда, лишен прав и титулов в 1715 году.
- 1871—1905: Фрэнсис Томас де Грей Купер, 7-й граф Купер, 3-й барон Батлер (11 июня 1834 — 18 июля 1905), старший сын Джорджа Купера, 6-го графа Купера, и Энн Флоренс де Грей, 7-й баронессы Лукас.